# Доможаков, Митрофан Николаевич
Митрофан Николаевич Доможаков (1906-1990) — рядовой Советской армии, участник Великой Отечественной войны, полный кавалер ордена Славы.

## Биография
Митрофан Николаевич Доможаков родился 18 декабря 1906 года в улусе Доможаково (ныне — аал Доможаков Усть-Абаканского района Республики Хакасия). Окончив четыре класса школы, трудился чабаном в совхозе. В октябре 1941 года был призван на службу в Рабоче-Крестьянскую Красную Армию и направлен на фронт Великой Отечественной войны. Воевал на Западном, Сталинградском, 4-м Украинском, 1-м Прибалтийском, 3-м Белорусском фронтах, будучи сапёром в 51-м отдельном сапёрном батальоне 13-го гвардейского стрелкового корпуса.
Неоднократно отличался в боях. Так, в ночь с 13 на 14 января 1945 года Доможаков, действуя под вражескими обстрелами, проделал проход в немецких проволочных заграждениях в районе восточно-прусского населённого пункта Вальтер-Камен (ныне — Ольховка Гусевского района Калининградской области). Благодаря его действиям пехота смогла перейти в атаку и сходу захватить первую полосу траншей. За это 11 февраля 1945 года Доможаков был награждён орденом Славы 3-й степени.
21 февраля 1945 года в районе населённого пункта Куменен на Земландском полуострове (ныне — Кумачёво Зеленоградского района Калининградской области) Доможаков незадолго до начала вражеской танковой атаки установил мины на опасном направлении. В разгар боя он автоматным огнём уничтожил 2 вражеских солдат, обратив остальных десантников в бегство. При штурме высоты 111,4 в районе населённого пункта Дальвенен Доможаков в числе первых ворвался в немецкие траншеи и в рукопашной схватке лично уничтожил вражеского солдата. За это 21 марта 1945 года он был награждён орденом Славы 2-й степени.
5-6 апреля 1945 года Доможаков участвовал в штурме Кёнигсберга. При подготовке к наступлению на его участке он успешно осуществил разминирование переднего края обороны. В ходе боёв за городские кварталы он в составе штурмового отряда ворвался в расположение противника и броском гранаты уничтожил 5 вражеских солдат. 7 апреля 1945 года в очередном бою за Кёнигсберг Доможаков получил тяжёлое ранение. За это 29 июня 1945 года Указом Президиума Верховного Совета СССР он был награждён орденом Славы 1-й степени.
В мае 1946 года Доможаков был демобилизован. Вернулся на родину, продолжив работать чабаном в совхозе. Умер 28 апреля 1990 года, похоронен на кладбище аала Доможаков Усть-Абаканского района Республики Хакасия.

## Награды
- Орден Отечественной войны 1-й степени (06.04.1985);
- Орден Славы 1-й степени (29.06.1945);
- Орден Славы 2-й степени (21.03.1945);
- Орден Славы 3-й степени (11.02.1945);
- Медали «За отвагу» (19.10.1944), «За боевые заслуги» (21.10.1943) и другие медали.